# Fiebre del Colorado por garrapatas
La fiebre del Colorado por garrapatas (también denominada fiebre de montaña americana por garrapatas) es una infección viral aguda transmitida por la picadura de la garrapata Dermacentor andersoni. No debe confundirse con la infección bacteriana también transmitida por garrapatas, la fiebre de las Montañas Rocosas. La especie tipo del género Coltivirus, Colorado tick fever virus (CTFV) infecta a las células hematopoyéticas, en particular a los eritrocitos, lo que explica la forma en que el virus es trasmitido por las picaduras garrapatas y también por la transfusión de sangre. La enfermedad se desarrolla de marzo a septiembre, con la tasa más alta de incidencia en mayo y junio. La enfermedad se localiza casi exclusivamente en el oeste de los Estados Unidos y Canadá, principalmente en zonas de alta montaña, como Colorado e Idaho. El CTFV fue aislado por primera vez de la sangre humana en 1944.
La partícula del virus, al igual que otros Coltiviruses, tiene un diámetro de aproximadamente 80 nm, y en general, no presenta envoltura. El genoma viral de ARN bicatenario tiene una longitud del orden de 20.000 pb y está dividido en 12 segmentos, que son designados Seg-1 a Seg-12. La replicación viral en las células infectadas se asocia con las características  matrices granulares citoplásmicas. Existen pruebas que sugieren que la presencia viral en los eritrocitos maduros es el resultado de la replicación del virus en las células precursoras de los eritrocitos hematopoyético y de la maduración simultánea de las células infectadas inmaduras, en lugar que la penetración directa y replicación del virus en los eritrocitos maduros.
La garrapata normalmente se encuentra adherida a un huésped, pero cuando no es así, se esconde en las grietas y cavidades, así como en el suelo. Si por alguna razón la garrapata no es capaz de encontrar un huésped antes de los meses de invierno, permanecerá bajo tierra hasta la primavera cuando reanudará su búsqueda. La garrapata típicamente tampoco buscará un huésped en los meses más cálidos del verano. Las garrapatas adultas, en su mayoría, tienden a permanecer en lo alto de la hierba y en los arbustos bajos para adherirse a un huésped que los roce. Estas garrapatas son capaces de adherirse a sus huéspedes por la secreción de una sustancia que actúa de cementación procedente de sus bocas y que se pega al huésped.